# Bilibáncs

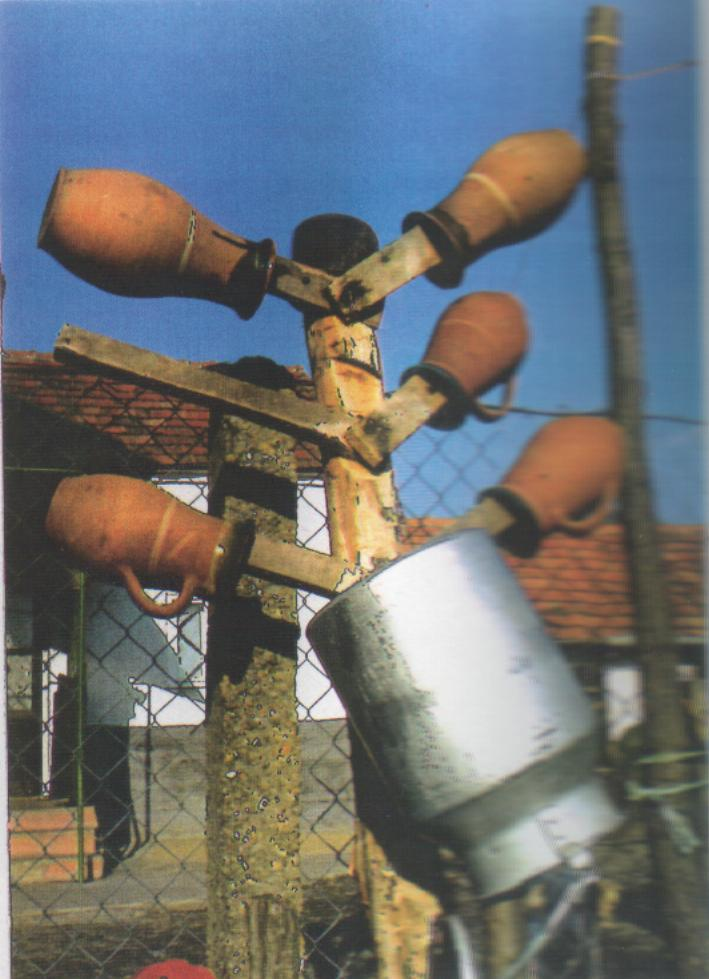
Köcsögfa

A Bilibáncs rábapatonai rendezvény. A katicabogárról elnevezett fesztivált 1992 őszén rendezték meg először. Hagyományőrző fesztiválként indult két napos programmal. Az azt követő években egész hetes rendezvénnyé nőtte ki magát.
Az utolsó besenyő táltos Tudós Nagy Ferenc dédunokája által szervezett rendezvény a népi kultúra művelőinek hagyományos zarándokhelye.
A helyi hagyományok rábaközi és a rábapatonai bemutatása mellett törekednek az etnikumok szokásainak  felelevenítésére. Programjaikban rendszeresen szerepelnek az egész magyar nyelvterületen élő népművészet képviselőinek a – Moldvától a Vajdaságig – munkái. A táborban lehetőséget biztosítanak a kísérletezésre, amelyek a népi kultúra integrálását (beleolvasztását) szolgálják a kortárs művészetekbe. Az érdeklődök megismerkedhetnek a népművészek segítségével az élő népi művészetbe. Tanulhatnak és kipróbálhatnak számos fogást. (üvegfújás, üveggyöngykészítés, szövés, és fonás)
Az elkövetkező években  az ősmagyar kultúráról szeretnének többet bemutatni. A szervezők magántulajdonában álló ligetes Rába-ártérben  egy lakható nomád életű falut, cölöpház nyitott tűzhelyekkel, szabadtéri kemencékkel. Az itt készítendő karámokban ősi magyar állatfajtákat (rackajuh, cigája, kecske, ló, szamár, szürkemarha tartanának. Lehetőség lenne a népi-paraszti élet hétköznapjainak megismerésére is. (legeltetés, kaszálás, szénagyűjtés, fejés és birkanyírás).